# كورينا هارني
كورينا هارني (بالإنجليزية: Corinna Harney)‏ (ولدت في 20 فبراير 1972) عارضة وممثلة ومنتجة أمريكية, شاركت في عدة أدوار سينمائية منها فيلم الكوميدي سباق الفئران (2001)، فيغاس فاكاتيون (1997).

## روابط خارجية
- كورينا هارني على موقع IMDb (الإنجليزية)
- كورينا هارني على موقع ألو سيني (الفرنسية)
- كورينا هارني على موقع قاعدة بيانات الفيلم (الإنجليزية)
- كورينا هارني على موقع كينوبويسك (الروسية)